# Vestbjerg Skole
Vestbjerg Skole er en folkeskole under Aalborg Kommune. Skolens adresse er Bakmøllevej 280 i Vestbjerg
Der går omkring 500 elever fordelt på børnehaveklasse til og md 9. klasse, samt 2 specialafdelinger for hhv. elever med læsevanskeligheder samt elever med kontaktproblemer (autisme)
Skolen ligger i et naturskønt område, hvor naturen er at finde helt ind til skolen, og uden en skolegård i beton eller asfalt, men med masser af græs, beplantning m.v. og kun mindre områder med belægninger.
Skolen ligger ud mod marker og har Hammer Bakker som nær nabo, hvorfor undervisning under åben himmel også er et af skolens fokusområder.
Inden skolens udflytning til Bakmøllevej, lå skolen inde i byen i en ældre skolebygning, men med udflytningen til Bakmøllevej blev skolen større og fik mange nye muligheder.
Da skolen på Bakmøllevej fejrede 25 års jubilæum, var det naturligt at kalde jubilæet for "Vestbjerg Skole, 25 år på toppen" en sigende overskrift, som i bogstavligste forstand har været sand på flere måder.
|  | Denne artikel om en bygning eller et bygningsværk kan blive bedre, hvis der indsættes et (bedre) billede. Du kan hjælpe ved at afsøge Wikimedia Commons for et passende billede eller lægge et op på Wikimedia Commons med en af de tilladte licenser og indsætte det i artiklen. |

57°8′8.39″N 9°57′41.97″Ø / 57.1356639°N 9.9616583°Ø